# Luserna San Giovanni
Luserna San Giovanni (piemonti nyelven Luserna e San Gioann ,) egy település Olaszországban, Torino megyében.

## Fordítás
- Ez a szócikk részben vagy egészben  a   Luserna San Giovanni című olasz Wikipédia-szócikk fordításán alapul.  Az eredeti cikk szerkesztőit annak laptörténete sorolja fel. Ez a jelzés csupán a megfogalmazás eredetét és a szerzői jogokat jelzi, nem szolgál a cikkben szereplő információk forrásmegjelöléseként.